# クローラークレーン

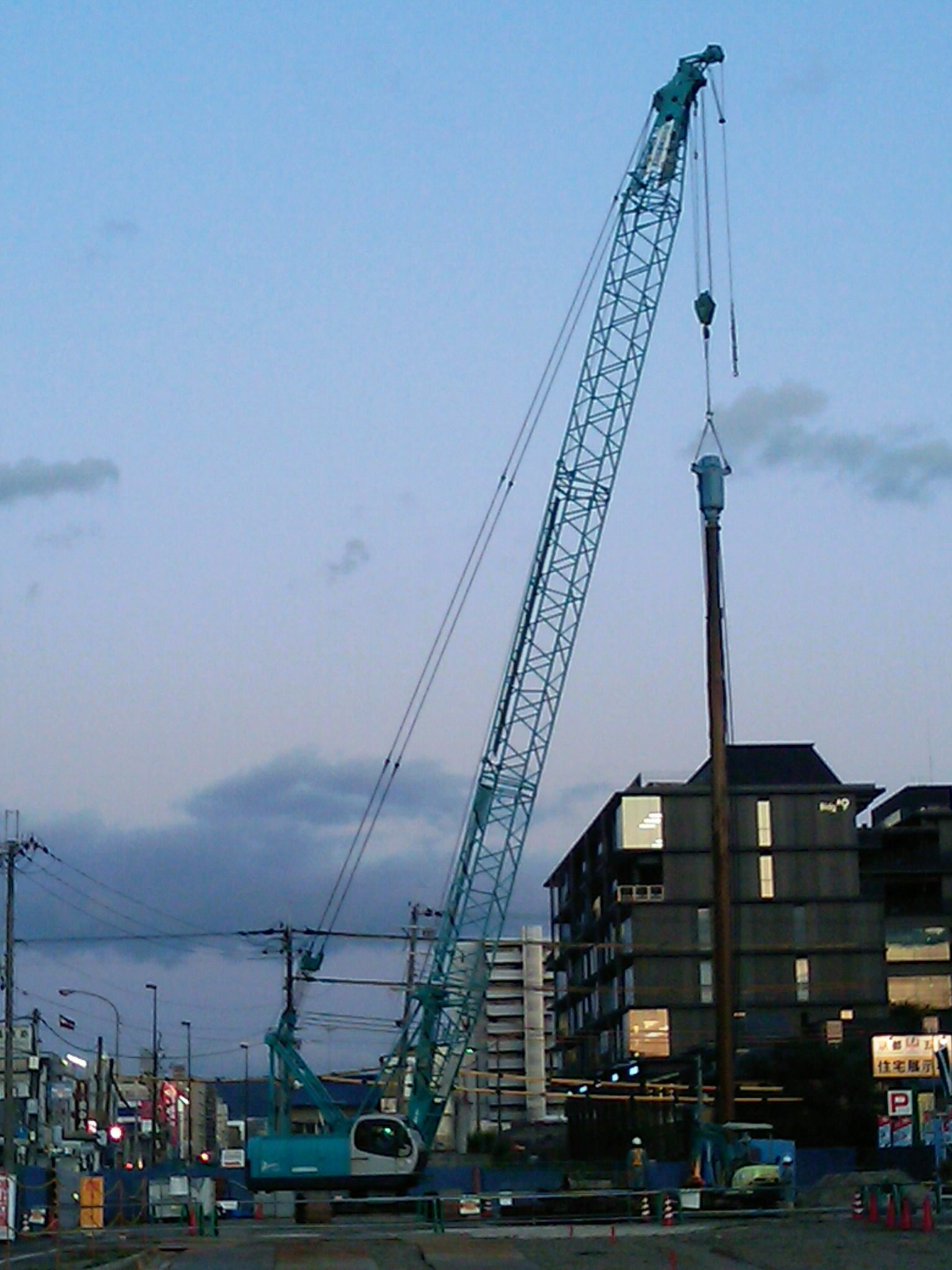
最大つり上げ能力 55トンのクローラークレーン

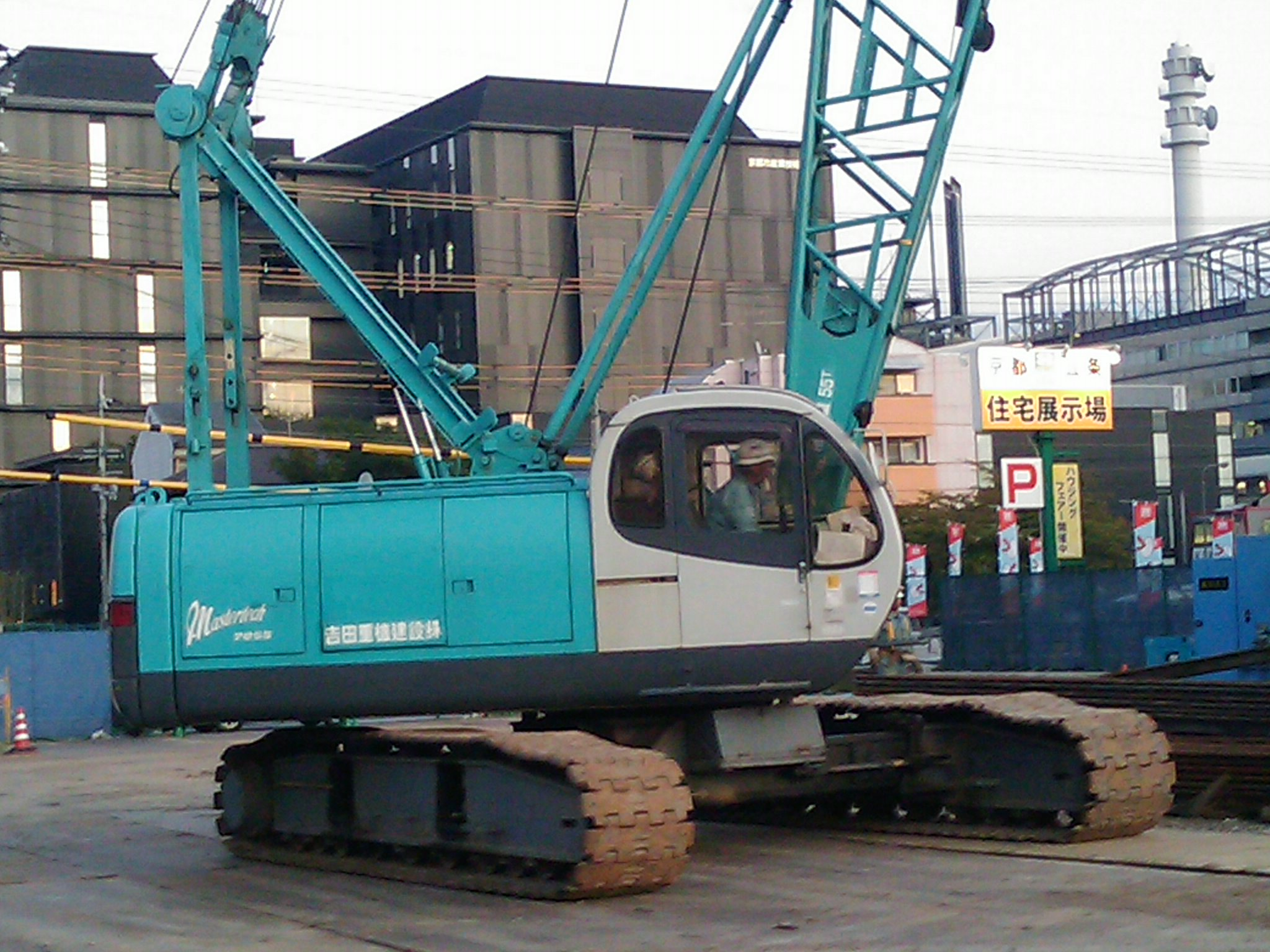
この機種はアウトリガーがなく、無限軌道式履帯を持ったクレーンである

クローラークレーン (Crawler crane) とは、原動機を備えていて、走行装置に履帯（クローラー）を用いて不特定の場所へ自力移動して作業できる移動式クレーンである。

## 概要
クローラはゴムタイヤや鉄輪に比べて接地面積が広く、接地圧が小さいため、地盤が柔らかく支持力の低い場所や、舗装されていない路盤上の作業に適している。その反面、走行速度が低く、小型でも自動車としての登録ができないため、公道は自走できない。現場間の移動はジブ（ブーム）部分を解体してトラックやトレーラー等に積載して運搬する必要がある。

### 大きさによる特徴
小型
定格荷重が1トン以上5トン未満の小型移動式クレーンを運転する者は移動式クレーン運転士免許または、小型移動式クレーン運転技能講習終了証を取得し、所持している者に限られる。
小型のものは「ミニクローラークレーン」とも呼ばれ、定格荷重が5トン未満のものを指す。定格荷重が3トン未満で折りたたみ式アウトリガーを備えるものでは、4本のアウトリガーで車体を支える姿がカニまたはクモに似ていることから、通称カニクレーンやクモクレーンとも呼ばれている。
小型では、油圧伸縮式（テレスコピック）ブームのものが多い。定格荷重がおよそ2.9トンから4.9トンの機種ではショベル系の機体を利用した乗用型でアウトリガーを装備しない機種が多いが、定格荷重がおよそ2.9トン以下のものでは運転席を備えず、床上からレバー操作で運転するタイプ、所謂「カニクレーン」が多い。
古河ユニックや前田製作所などの製造メーカーがある。用途としては、狭隘道路の工事、石材や造園工事、建屋内での機械組立やPC板ALC板の建組工事に多用されている。
大型
定格荷重が5トン以上の移動式クレーンを運転する者は移動式クレーン運転士免許を取得し所持している者に限られる。

吊上荷重5トン以上のものが「大型」になる。日本国内では、吊上荷重7トンから3,000トン程度の機種が実用されている。
吊上荷重がおよそ35トン程度以下の機種では、ジブを取り外せば機体を分解せずにトレーラーに積載して道路輸送可能であるが、それ以上の機種では、上部旋回体と下部フレームやクローラ部を分解しないと、公道輸送可能なサイズと質量に収まらない。分解して輸送し、現場で組み立てる。組み立てには、別の移動式クレーンが必要になる。
大型では殆どの機種でラチスジブ（トラス構造ジブ）が採用されている
。ジブが極端に短い仕様以外では、旋回体後部にカウンターウェイトを取り付けて荷重反力を受ける必要がある。吊上荷重がおよそ50トン以下の機種では上部旋回体の内部にカウンターウエイトが組み込まれていて分解や調整の必要が無い機種も有るが、吊上荷重が50トンを超える機種ではジブ長さや作業半径に応じてカウンターウエイトを増減する仕様が一般的である。
吊上荷重が800トンを超える超大型のものでは、独立したカウンターウェイト台車を旋回体後部に連結して、ガイロープの一部をカウンターウェイト台車に接続する。台車はクレーンの旋回に合わせて円弧上を走行する。
超大型
- 出荷台数（1995年までの出荷実績）

日本の超大型クローラクレーンの歴史は浅い。250ｔ以上の年度別出荷台数（推定）は、1989年（平成元年）以前は年間5台程度であるが、1990年（平成2年）から1995年（平成7年）にかかて出荷が伸び、特に1992年（平成4年）は28台出荷している。
- 用途

高塔や超高煙突の建設または解体、橋梁の架設(橋台または橋脚に桁を載せる作業)、建築工事など。建築工事では、屋内野球場や競技場などのドーム建築、流通センターなどの低層大エリア建築に使われ、同時に複数台を使用することも多い。
- 輸送性

超大型クローラクレーンには、吊り上げ能力の他に、組立・分解性と輸送性に優れていることが要求される。日本では道路事情により全幅、全高、全長と各ユニットの重量が制限されているため、より汎用的な輸送手段で安い経費で運べるようにユニットの構成を工夫している。
ラチスジブの対角材をなくし、大きな断面の主ブームの中に小さな断面のジブを納められる「入れ子構造」に設計されたものは、ネスティングブームと呼ばれている。ネスティングブームを使用すれば、輸送コストが低減でき、保管スペースも半減できる。
- 機械仕様
  - 最短作業半径時の最大吊上荷重よりもモーメント（吊上荷重×作業半径）が要求されている。近年は、より広範囲な作業半径に対応できる能力が求められていることもあり、機械としてはこのモーメントの要求に合わせて大型化していく傾向にある。
  - 都市部の工事現場では十分な作業用地を得るのが困難になりつつあり、大型クローラクレーンでも、出来るだけコンパクトな機体が求められている。クローラクレーンの占有面積を決定しているのは、上部機体（旋回体）の旋回後方半径であり、旋回後方半径の短い機種が望まれている。また、地盤養生費の低減の面からは軽量な機体が望まれる。
  - 高揚程かつ、懐の深い作業にはラフィングジブが好用されている。
  - 超大型クローラクレーンでは、大荷重にも超高揚程にも対応するため、高速度なウインチが用いられている。近年は、誤操作で吊荷が落下する危険性が高いフリーフォール機能を除いた機種も登場している。

安全装置

過負荷防止装置、巻過防止装置など、他の移動式クレーンと同様な安全装置や機能が搭載されている。

## クローラクレーンを製造・販売している主な会社

### 日本
- コベルコ建機
- 住友重機械建機クレーン
- コマツ
- 加藤製作所
- KATO HICOM
- 日本車輌製造
- 前田製作所

### 日本国外
日本に導入されているメーカーを挙げる。
- リープヘル[4]
- TEREX-DEMAG[5]
- Lampson International